# 3763 Qianxuesen
3763 Qianxuesen (tên chỉ định: 1980 TA6) là một tiểu hành tinh vành đai chính. Nó được phát hiện ở Đài thiên văn Tử Kim Sơn ở Nanjing, Trung Quốc, ngày 14 tháng 10 năm 1980. Nó được đặt theo tên Qian Xuesen, a Chinese scientist.